# CVポルトル
CVポルトル（Club Voleibol Pòrtol）は、スペイン・バレアレス諸島州パルマ・デ・マヨルカに拠点を置いている男子バレーボールチーム。

## 歴史
1993年に創設された。2005年と2006年にはコパ・デル・レイで2連覇し、2006年から2008年にスペイン・リーグで3連覇した。また、2005年には2番手格の欧州カップ戦であるCEVカップで準優勝している。2011年まではプロクラブとして全国リーグでプレーしていたが、2011年からはアマチュアクラブとしてバレアレス諸島州1部リーグでプレーしている。

## タイトル
- スーペルリーガ (3)
  - 優勝 : 2006, 2007, 2008
  - 準優勝 : 2005
- コパ・デル・レイ (2)
  - 優勝 : 2005, 2006
- スーペルコパ・デ・エスパーニャ (3)
  - 優勝 : 2005, 2007, 2008
- CEVカップ
  - 準優勝 : 2005
- CEVトップチームカップ
  - 準優勝 : 2006

## 歴代所属選手
- ステファン・アンティガ
- セバスチャン・リュエット
- ギリェルモ・ファラスカ